# Thespiés
Thespiés (Thespiae) är en ort i Grekland.   Den ligger i prefekturen Nomós Voiotías och regionen Grekiska fastlandet, i den sydöstra delen av landet, 60 km nordväst om huvudstaden Aten. Thespiés ligger 350 meter över havet och antalet invånare är 1 437.
Terrängen runt Thespiés är kuperad åt nordväst, men åt sydost är den platt. Runt Thespiés är det ganska glesbefolkat, med 25 invånare per kvadratkilometer. Närmaste större samhälle är Thívai, 15,0 km öster om Thespiés. Trakten runt Thespiés består till största delen av jordbruksmark.